# Ariel Eslava
Ariel Julio Eslava Steinmetz,  (nacido el 11 de abril de 1979 en la Ciudad Autónoma de Buenos Aires) es un jugador de baloncesto profesional argentino. Con 2,04 metros de estatura, su puesto natural en la cancha es el de ala pívot. Entre otros clubes, fue parte del plantel del Real Madrid y del Tau Vitoria de la ACB de España, como también del Boca Juniors de la Liga Nacional de Básquet de Argentina, competición en la que superó los 500 partidos jugados y convirtió más de 3000 puntos. Actualmente se encuentra retirado del básquetbol profesional.

## Trayectoria
Eslava comenzó a jugar baloncesto en las divisiones inferiores de Ferro antes de sumarse a Boca Juniors a sus 15 años. Siendo muy joven aún, pudo tener rodaje con el plantel profesional del club porteño, mostrándose como una promesa del baloncesto argentino. A raíz de ello en 1999 fue incorporado al Real Madrid, club en el que permanecería dos años jugando tanto con el primer equipo en la ACB como con el segundo equipo en la EBA. 
Tras dejar a la poderosa institución de la capital española fichó con el Melilla Baloncesto, equipo que disputaba la LEB, la segunda división del baloncesto español. Su buena actuación allí le permitió llegar en la temporada siguiente al Cáceres CB de la ACB. En 2003 fichó con Baloncesto Fuenlabrada, abandonando el equipo a mitad de temporada para volver a segunda división para reforzar al UB La Palma. Jugó para Cantabria Lobos de la ACB en el segundo semestre de 2004, regresando a su país para vivir experiencias en Regatas Corrientes y Argentino de Junín.
A mediados de 2006 arregló un contrato para jugar por dos meses en el Tau Vitoria, pero gracias a su buen desempeño continuó hasta el final de la temporada 2006-07. Pasó luego un año jugando para Gimnasia y Esgrima de la Liga Nacional de Básquet de su país, y luego, una vez más, acordó su incorporación al Tau Vitoria, equipo que en esa temporada 2008-09 alcanzaría las instancias finales de la Euroliga.
Eslava fue contratado en 2009 por el club mexicano Huracanes de Tampico para jugar la LNBP, sin embargo sólo participó en media temporada, fichando en enero de 2010 con el conjunto argentino de Lanús.
Su carrera continuó con siete temporadas en la LNB jugando con siete equipos distintos: Estudiantes de Bahía Blanca, San Martín de Corrientes, Olímpico, nuevamente Lanús, Bahía Basket, Estudiantes de Concordia y Quilmes de Mar del Plata. La temporada 2017-18 la disputó con Platense, equipo que en ese momento transitaba por la segunda categoría del baloncesto argentino. 
A mediados de 2018 se sumó al Maccabi Haifa de Israel, pero sólo alcanzó a participar de la pretemporada (la cual incluyó partidos en los EE. UU. contra Sacramento Kings y Los Angeles Clippers). Luego de ello jugó la ronda inicial de la Liga de las Américas 2019 con el club venezolano Guaros de Lara, y terminó jugando el tramo final de la temporada 2018-19 para San Martín de Corrientes.

## Clubes
| Club                        | País      | Año         |
| --------------------------- | --------- | ----------- |
| Boca Juniors                | Argentina | 1995 - 1999 |
| Real Madrid                 | España    | 1999 - 2001 |
| Melilla Baloncesto          | España    | 2001 - 2002 |
| Cáceres CB                  | España    | 2002 - 2003 |
| Baloncesto Fuenlabrada      | España    | 2003        |
| UB La Palma                 | España    | 2003 - 2004 |
| Cantabria Lobos             | España    | 2004        |
| Regatas Corrientes          | Argentina | 2005        |
| Argentino de Junín          | Argentina | 2005 - 2006 |
| Tau Vitoria                 | España    | 2006 - 2007 |
| Gimnasia y Esgrima (CR)     | Argentina | 2007 - 2008 |
| Tau Vitoria                 | España    | 2008 - 2009 |
| Huracanes de Tampico        | México    | 2009        |
| Lanús                       | Argentina | 2010        |
| Estudiantes de Bahía Blanca | Argentina | 2010 - 2011 |
| San Martín de Corrientes    | Argentina | 2011 - 2012 |
| Olímpico                    | Argentina | 2012 - 2013 |
| Lanús                       | Argentina | 2013 - 2014 |
| Bahía Basket                | Argentina | 2014 - 2015 |
| Estudiantes de Concordia    | Argentina | 2015 - 2016 |
| Quilmes de Mar del Plata    | Argentina | 2016 - 2017 |
| Platense                    | Argentina | 2017 - 2018 |
| Maccabi Haifa               | Israel    | 2018        |
| Guaros de Lara              | Venezuela | 2019        |
| San Martín de Corrientes    | Argentina | 2019        |

## Palmarés
- Campeón de la Liga Nacional de Básquet con Boca Juniors en 1996/97.
- Primer argentino en salir campeón con el Real Madrid en el año 1999/2000.
- Subcampeón de la ACB con el Real Madrid 2000/2001.
- Integró el equipo con TAU Vitoria en la final four Euroliga 2007.
- Campeón de la Super Copa de España de Baloncesto con TAU Vitoria 2008.
- Campeón de la Copa de Rey con TAU Vitoria en el 2009.